# Arroyo Barrancas Coloradas
Der Arroyo Barrancas Coloradas ist ein Fluss in Uruguay.
Er entspringt südlich der Ruta 47 westlich von Cerrillos. Von dort fließt er in westliche Richtung bis zu seiner linksseitigen Mündung südlich von Puerto Jackson in den Río Santa Lucía.